# استیسی دراگیلا
استیسی دراگیلا (انگلیسی: Stacy Dragila؛ زادهٔ ۲۵ مارس ۱۹۷۱) ورزشکار پرش با نیزه اهل ایالات متحده آمریکا است.
از افتخارات وی میتوان به کسب مدال طلا پرش با نیزه در بازی‌های المپیک تابستانی ۲۰۰۰ اشاره کرد.